# Biskaya (Roman)
Biskaya. Afroqueerer Roman ist der Debütroman von SchwarzRund aus dem Jahr 2016. Er erzählt von den Lebensumständen schwarzer queerer Menschen im Berlin einer nahen Zukunft. Protagonistin ist Tue, die Sängerin einer deutschsprachigen Indie-Band, die zunehmend in Konflikte mit ihren weißen, männlichen Bandkollegen gerät und immer stärker beginnt, die eigene Musik zu hinterfragen. Der Roman begleitet sie durch ihren Alltag und berichtet von ihren Erfahrungen mit Rassismus, Psychiatrie, sexualisierter Gewalt, diasporischer Lebensrealität und dem Suchen nach der eigenen Familiengeschichte. Zentrales Thema des Buches ist die Bedeutung von Freundschaft, schwarzer Community und queerer Wahlfamilie als Stütze und Quelle von Empowerment.

## Inhalt

### Handlungsstränge
Parallel zum Leben der Protagonistin Tue wird die Geschichte von Dwayne, einem schwarzen queeren jungen Mann, erzählt, der in Berlin versucht, Fuß zu fassen. Diese Episoden nehmen jedoch den deutlich kleineren Teil der Handlung ein. Beide Handlungsstränge werden getrennt voneinander erzählt. Obwohl es mehrfach fast zu Begegnungen zwischen ihnen kommt und es immer wieder Berührungspunkte zwischen beiden Lebenswegen gibt, lernen sich Tue und Dwayne erst ganz am Ende des Romans kennen.

### Motiv der Insel Biskaya
Sowohl Tue als auch Dwayne sind auf der Insel Biskaya geboren und aufgewachsen. Mit Biskaya entwirft SchwarzRund einen fiktiven Inselstaat im Atlantik, der sich vor dem europäischen Festland befindet. Seine Bevölkerung besteht mehrheitlich aus schwarzen Europäerinnen und Europäern sowie „ehemaligen Vertragsarbeiter*innen und Gastarbeiter*innen“ aus Deutschland und Frankreich. Die Insel möchte unabhängig sein und hat ein ambivalentes Verhältnis zur Europäischen Union, deren Mitglied sie ist:
„Die Insel kämpft mit verschiedenen Boykotten, postkolonialer Ausbeutung wie auch der abgeschiedenen Lage. Viele Biskayani glauben weiterhin an die Idee eines schwarzen europäischen Landes, schicken ihre Kinder jedoch für die höhere Bildung aufs Festland. Studierende gehen oft für einige Jahre in andere EU-Länder, um auf dem Festland ihre Ausbildung abzuschließen.“ 
 Die EU verfolgt die Mitglieder der Unabhängigkeitsbewegung von Biskaya repressiv und bemüht sich um die Wiedereingliederung des Landes. Sowohl Tue als auch Dwayne gleichen in Gedanken immer wieder ihr Leben auf der Insel und in Deutschland ab. Vieles, was ihnen auf Biskaya selbstverständlich vorkam, ist für sie als schwarze Personen auf dem rassistisch und kolonial geprägten europäischen Festland nicht möglich.

### Handlung
eins
Auf einer Party lernt Tue Millow den eloquenten und warmherzigen schwarzen Künstler Matthew kennen. Beide freunden sich an und schnell wird Matthew zur engsten Bezugsperson und zum besten Freund für Tue. Ein Halt, den sie sonst nicht hat. Tue leidet unter psychischen Problemen, immer wieder gibt es Streit mit ihren Mitbewohnern und von ihrer Band fühlt sich Tue zunehmend entfremdet und ausgeschlossen. Als sie von einem ihrer Konzerte nach Hause kommt, wird die Sängerin vom Suizid ihres Mitbewohners Plenz überrascht. Das stürzt sie in eine tiefe psychische Krise. Als Tue schließlich ins Krankenhaus kommt, erlebt sie dort extrem traumatische Wochen. Sie ist mit dem rassistischen und ableistischen Verhalten des Krankenhauspersonals und der Ärzte konfrontiert und erfährt mehrfach sexuelle Übergriffe durch einen Arzt. Tue kann nicht über ihre Erlebnisse sprechen und bricht den Kontakt zu ihren Freunden ab. Schließlich gelingt es Matthew, dass Tue aus der Psychiatrie entlassen wird und bei ihm einzieht. Sein Zuhause gibt ihr „das unbezahlbare Gefühl der Zugehörigkeit.“
Inzwischen sind die Konflikte mit Tues Band immer größer geworden. Ihre Bandmitglieder haben Gerüchte über sie in die Welt gesetzt und versuchen, sie aus der Band auszuschließen. Tue setzt sich dagegen erfolgreich zur Wehr, merkt jedoch, dass sie sich zunehmend künstlerisch und persönlich eingeschränkt fühlt.
Dwayne ist neu in Berlin und hat einen Job als Verkäufer in einem Brillengeschäft angenommen. In seiner Freizeit geht er seiner Leidenschaft als Fotograf nach.
zwei
Tue erfährt vom Tod ihrer Großmutter und bekommt von dieser einige Briefe vererbt. Sie sollen ihr „Aufschluss“ über die gemeinsame Familiengeschichte geben. Zuvor war ihre Großmutter diesen Fragen immer „in einem Nebel aus Liebe und Verschwiegenheit“ aus dem Weg gegangen. In den Briefen erfährt Tue von ihrem Vorfahren Achmed, der zu Beginn des 19. Jahrhunderts „versklavt als Hofdiener“ nach Deutschland kam und später eine Familie gründete. Dieses neue Wissen um ihre Familiengeschichte ruft in Tue zwiespältige Gefühle hervor: „Wie viel Kraft daraus hätte sie schöpfen können, dass ihre Verortung in diesem Land so weit zurückreichte.“ Gleichzeitig zieht Tue ihr eigenes künstlerisches Schaffen radikal in Zweifel und hinterfragt ihre Rolle als schwarze Musikerin in einer weißen Mehrheitsgesellschaft. Ist sie für ihr weißes Publikum nicht eigentlich dasselbe wie eine schwarze „Hofmusikerin“ des 19. Jahrhunderts? Tue fragt sich, für wen sie ihre Musik überhaupt machen möchte und entschließt sich nach einem Gespräch mit Matthew zu einem radikalen Bruch und Neuanfang.
Dwaynes Überlegungen, als Teilhaber in das Brillengeschäft einzusteigen, verpuffen, als ein Brand das Geschäft zerstört und ihm gekündigt wird. Nach einer Identitätskrise entschließt er sich dazu, ein Kunststudium zu beginnen. Beim Aufnahmegespräch wird er von der Prüfungskommission nicht ernst genommen und aus rassistischen Gründen abgelehnt. Durch ein Losverfahren erhält Dwayne schließlich doch noch einen Studienplatz. Am Ende des zweiten Teils wird Dwayne durch einen reißerischen Zeitungsartikel auf Tue aufmerksam. Sie hat aufgehört, klassische Hamburger Schule Musik zu machen und singt nun über das Leben als schwarze Person in Deutschland. In ihrem neuen Lied „Achim“ kritisiert sie den Rassismus der Weißen in der eigenen queeren und feministischen Community.
drei
Tue ist mittlerweile in eine eigene Wohnung gezogen und lernt die 11-jährige Sarah kennen, die im selben Haus wohnt. Weil sie sich zu Hause nicht wohlfühlt und ihre beiden Mütter getrennt sind, sucht Sarah immer häufiger Zuflucht bei Tue. Beide bauen eine enge Beziehung auf, was Tue sehr glücklich macht: „Sie war für ein schwarzes Kind da, nahm in dessen Leben eine wichtige Rolle ein.“
Gleichzeitig erfährt Tue in den Briefen mehr über die queere Beziehung ihrer Eltern – Tue ist mit zwei Vätern und einer Mutter großgeworden. Alle drei waren in der Befreiungsbewegung Biskayas aktiv. Tues Mutter starb an Krebs, als sie noch sehr klein war. Kurz darauf verlor Tue durch einen politischen Anschlag, der hunderte Menschen das Leben kostete und zu einem kollektiven Trauma für alle Biskayani wurde, ihre beiden Väter. Im letzten Brief erfährt Tue den Grund für das Schweigen ihrer Großmutter über die Familie. Einer von Tues Vätern entpuppt sich als Verräter. Er ist die Beziehung mit ihren Eltern nur eingegangen, um sich in die Befreiungsbewegung einzuschleichen und diese von innen heraus zu zerstören. Er war es, der den Anschlag geplant und durchgeführt hat. Tue ist voller Entsetzen, Scham und Schmerz über dieses Wissen und entschließt sich, es vor Matthew und Sarah geheim zu halten: „Sie würde es verdrängen, keine*m erzählen und einfach als Tue, eine der Hinterbliebenen, weiterleben.“ Kurz darauf wird bei ihr eingebrochen und die Schatulle mit den Briefen gestohlen.
Wenige Zeit später stellt sich heraus, dass auch eine von Sarahs Müttern in der Befreiungsbewegung Biskayas aktiv ist und untertauchen muss. Tue entscheidet sich, Sarah und ihrer Mutter bei der Flucht zu helfen und überlässt beiden den vollgetankten Tourbus. Doch dieser ist mit einer Autobombe drapiert worden und beide kommen bei ihrem Fluchtversuch ums Leben. Ob der Anschlag eigentlich Tue galt, bleibt offen. Für Tue gibt es nun keinen Grund mehr am Leben zu bleiben und sie gibt „sich dem Sterben hin.“
Dwayne gerät auf der Kunsthochschule immer wieder in Konflikte mit seinen Kommilitonen. Zunehmend hinterfragt er die weiße, kolonial geprägte europäische Kunstszene und das konservative Hochschulsystem.
Bei einem gemeinsamen Museumsbesuch, vermutlich zum Schloss Glienicke, entdeckt Dwayne das Gemälde eines schwarzen Mannes: Es ist Achmed, der Vorfahre von Tue. Im Vergleich zu vielen anderen europäischen Darstellungen aus dem 18. Jahrhundert, zeigt es einen schwarzen Menschen vergleichsweise würdevoll und mit „liebevollem Blick.“ Als Dwayne am selben Tag Matthew in einem Restaurant kennenlernt, kommen sie über das Gemälde ins Gespräch und beschließen „Achmed aus dem Museum zu befreien“ und dort einzubrechen. Dwayne macht während ihrer Aktion mehrere Portraits von Matthew und kommt zu dem Entschluss, „diese Wiederaneignung von Räumen und Orten würde seine [künstlerische] Sprache werden.“
Am Ende des Romans lernen sich Dwayne und Tue kennen. Beide haben beruflich voneinander gehört und sich für eine künstlerische Zusammenarbeit verabredet. Als Dwayne am ausgemachten Treffpunkt eintrifft, findet er Tue im Sterben liegen. Kurz zuvor ist Sarah mit ihrer Mutter ermordet worden. Dwayne und Tue realisieren, dass sie sich bereits aus ihrer Kindheit in Biskaya kennen. Sie waren beste Freunde und quasi Geschwister füreinander. Diese Begegnung führt dazu, dass sich Tue entschließt, vorerst weiterzuleben: „Nicht genügend Willen für ein ganzes Leben, aber ausreichend für den Moment.“

## Form

### Aufbau und Zeit
Der Roman ist in drei Abschnitte mit insgesamt 21 Kapiteln unterteilt und chronologisch erzählt. Die Handlung wird immer wieder durch Erinnerungen der Hauptfiguren Tue und Dwayne an ihre Kindheit und Jugend unterbrochen. Auch die Episoden, in denen sich Tue in einer psychischen Krise befindet und dissoziiert, folgen keiner konstanten zeitlichen Logik. Der Roman verwebt Reflexionen über die schwarze Vergangenheit, Gegenwart und Zukunft in Deutschland und Europa.

### Erzählstil und Erzählperspektiven
Biskaya ist überwiegend in der dritten Person erzählt und enthält viele Dialoge. Die Lesenden folgen entweder Tue oder Dwayne durch deren Alltag. Charakteristisch ist die detaillierte und tiefgehende Beschreibung (häufig in Form von inneren Monologen) des Innenlebens der Hauptfiguren, ihrer Ängste, Konflikte, Gefühle, Fantasien und emotionalen Bewältigungsstrategien. Die Rahmenhandlung wird immer wieder durch in sich abgeschlossene Liedtexte und Gedichte unterbrochen, die der Protagonistin Tue zugerechnet werden können. Als ebenfalls eigenständige Erzählformen können die Briefe von Tues Familienmitgliedern und verschiedene Zeitungsartikel über die Band und die Insel Biskaya verstanden werden.

### Sprache
Der Roman ist in deutscher Sprache verfasst und enthält insbesondere in der direkten Rede der Figuren auch englische Wendungen. Neben dem narrativen Stil ist eine poetisch-metaphorische, in Teilen fast spirituelle Sprache charakteristisch für Biskaya. Diese findet sich vornehmlich in den Passagen, die zwischenmenschliche Verbindungen oder die Erfahrungen von Schwarzsein reflektieren. Beispiel:
„Es war einer dieser Momente, in der die Verbindung mit einer anderen schwarzen Person die Zeit verschwinden ließ und das Netzwerk der Diaspora hell aufleuchtend und erschreckend offensichtlich all die Realität um sie herum überblendete.“
Im Roman werden auch theoretische und abstrakte gesellschaftspolitische Überlegungen angestellt, die sich aber harmonisch in die Erzählung einfügen. Prägend ist der ausgesprochen lyrische Charakter von Biskaya. Das trifft hauptsächlich auf die Lieder, Gedankenfetzen und Gedichte der Protagonistin Tue zu. Gerade zu Beginn des Romans sind die Liedtexte und deren Rhythmus an den Stil der Hamburger Schule angelehnt. Mit der zunehmenden Entfremdung Tues von ihrer Band und ihrer Suche nach einer eigenen Sprache, ändert sich im Verlauf des Romans ebenfalls der lyrische Stil ihrer Lieder. In das Buch sind kurze Zitate aus real existierenden Songs eingeflossen, worauf in Fußnoten und einer Quellenangabe am Ende des Romans hingewiesen wird. Biskaya weist durchgehend ironische und humorvolle Elemente auf. Der Roman ist in gendersensibler Sprache verfasst und nutzt etwa das sogenannte Gendersternchen.

## Trivia
Bei seiner Erstveröffentlichung 2016 trug Biskaya zunächst den Untertitel „Afropolitaner Berlin-Roman“. Erst seit 2020 lautet dieser „Afroqueerer Roman.“ Das Buch erschien 2016 zunächst im Zaglossus Verlag (Wien). Seitdem der Verlag seine Arbeit 2021 eingestellt hat, wird der Roman über die Plattform BoD – Books on Demand verlegt.
Das Buchcover ist ein Aquarell von SchwarzRund mit dem Titel „Escapar del ser“ aus dem Jahr 2004.
Für die Ideenentwicklung und Recherche zur Figur des Achmed hat sich SchwarzRund von dem von Oumar Diallo und Joachim Zeller herausgegebenen Buch Black Berlin: Die deutsche Metropole und ihre afrikanische Diaspora in Geschichte und Gegenwart (2013) inspirieren lassen.
Der titelgebende Name Biskaya ist auch die Bezeichnung für ein tatsächlich existierendes Seegebiet im Atlantischen Ozean.

## Rezeption

### Publizistisch-feuilletonistische Besprechungen
Frank Meyer stellt den Roman auf Deutschlandfunk Kultur vor und wirft die Frage auf, inwiefern Biskaya auch soziale Aspekte oder „nur die Welt der schicken, reichen, cosmopolitanen Schwarzen in Europa oder den USA“ abbildet. Der Beitrag betont, dass sowohl schwarze als auch weiße Lebensrealitäten seit Jahrhunderten von kolonialen Strukturen geprägt sind und zitiert SchwarzRund: „Es gibt keinen schwarzen Rassismus – weil das mit struktureller Macht zusammenhängt. Schwarze Personen haben keine strukturelle Macht gegenüber weißen Personen.“
Biskaya wird auch auf dem Literaturblog „LITAFIN“ der Freien Universität Berlin besprochen und dort als „wichtiger deutschsprachiger Beitrag zur afropolitanen Literatur“ eingeordnet. Die Autorin des Blogbeitrags betont, dass sich das Buch von den meisten Berlin-Romanen gerade durch seine Hauptfiguren unterscheide, da diese fast ausnahmslos „Schwarz und queer“ sind. Außerdem wird die formelle und sprachliche Gestaltung des Romans besonders positiv hervorgehoben. Biskaya zeichne sich durch eine „Mischung aus historischer Recherche, Reflexionen persönlicher Diskriminierungserfahrungen, Gedanken über gesellschaftliche Machtverhältnisse und politisch klare Positionierungen“ aus.
Anna von Rath beschäftigt sich auf poco.lit., einer Diskussionsplattform für Postkoloniale Literatur, mit dem Roman aus der Perspektive des Afropolitismus und hebt den „eindeutig intersektionalen Ansatz“ von Biskaya hervor. Im Buch werde Afropolitismus einerseits als „Strategie des Widerstands“, andererseits als „Bereitschaft [für] neue Solidaritäten“ verstanden und ausgehandelt. Von Rath interpretiert sowohl die Schreibweisen als auch den Inhalt des Romans als „Suche nach einer afropolitisch-ästhetischen Antwort auf strukturelle Ungerechtigkeiten.“